# Piece of Time
Piece of Time – pierwszy album studyjny amerykańskiej grupy muzycznej Atheist.
Wydawnictwo ukazało się w 1990 roku nakładem wytwórni muzycznej Active Records.

## Lista utworów
Opracowano na podstawie materiału źródłowego.
| Nr | Tytuł utworu       | Długość |
| -- | ------------------ | ------- |
| 1. | „Piece of Time”    | 04:33   |
| 2. | „Unholy War”       | 02:18   |
| 3. | „Room with a View” | 04:06   |
| 4. | „On They Slay”     | 03:38   |
| 5. | „Beyond”           | 02:59   |
| 6. | „I Deny”           | 04:00   |
| 7. | „Why Bother?”      | 02:56   |
| 8. | „Life”             | 03:12   |
| 9. | „No Truth”         | 04:28   |
|    |                    | 32:10   |

## Twórcy
Opracowano na podstawie materiału źródłowego.
| - Kelly Shaefer – gitara, śpiew, słowa - Rand Burkey - gitara - Roger Patterson - gitara basowa - Steve Flynn - perkusja - Scott Burns – inżynieria dźwięku, produkcja muzyczna | - Borivoj Krgin - producent wykonawczy - Mike Fuller - mastering - Ed Repka – oprawa graficzna - Mark Weinberg - design - Tim Hubbard - zdjęcia |

## Wydania
| Rok  | Nr katalogowy | Format            | Wytwórnia           | Region            | Źródło |
| ---- | ------------- | ----------------- | ------------------- | ----------------- | ------ |
| 1990 | CDATV 8       | CD, Album         | Active Records      | Wileka Brytania   | [ 4 ]  |
| 1989 | ATV 08        | LP, Album         | Active Records      | Wileka Brytania   | [ 4 ]  |
| 1990 | CAROL MC 2201 | Cass, Album       | Death Records       | Stany Zjednoczone | [ 4 ]  |
| 2000 | NMG 2810      | CD, Album, RE, RM | Newtown Music Group | Stany Zjednoczone | [ 4 ]  |
| 2005 | RR 6673-2     | CD, Album, RM     | Relapse Records     | Stany Zjednoczone | [ 4 ]  |
| 2008 | 6673-1        | LP, Pic, RM       | Relapse Records     | Stany Zjednoczone | [ 4 ]  |